# Edwin Edwards
Edwin Washington Edwards (Marksville, 7 agosto 1927 – Gonzales, 12 luglio 2021) è stato un politico statunitense, governatore della Louisiana per quattro mandati e in precedenza membro della Camera dei Rappresentanti per lo stesso stato dal 1965 al 1972.

## Biografia
Nato in una famiglia di origini francesi creole, Edwin Edwards prestò servizio militare nella marina sul finire della seconda guerra mondiale e, dopo il conflitto, si laureò presso l'Università statale della Louisiana per poi intraprendere la professione di avvocato. Nel 1949 sposò la compagna di liceo Elaine Schwartzenburg, dalla quale ebbe quattro figli.
Entrato in politica con il Partito Democratico, Edwards fu eletto all'interno del consiglio comunale di Crowley nel 1954, rimanendovi per i successivi dieci anni. In seguito vinse un seggio all'interno del Senato di stato, la camera alta della legislatura statale della Louisiana.
Circa un anno e mezzo dopo, Edwards si aggiudicò un'elezione speciale per la Camera dei Rappresentanti, indetta per riassegnare il seggio del deputato T. Ashton Thompson, deceduto in un incidente stradale mentre era ancora in carica. Edwards fu riconfermato deputato per altri tre mandati completi nel 1966, nel 1968 e nel 1970.
Nel 1971 si candidò alla carica di governatore della Louisiana, sconfiggendo nelle primarie politici del calibro di J. Bennett Johnston, Gillis William Long e Jimmie Davis. Nelle elezioni generali superò l'avversario repubblicano Dave Treen e fu eletto così governatore.

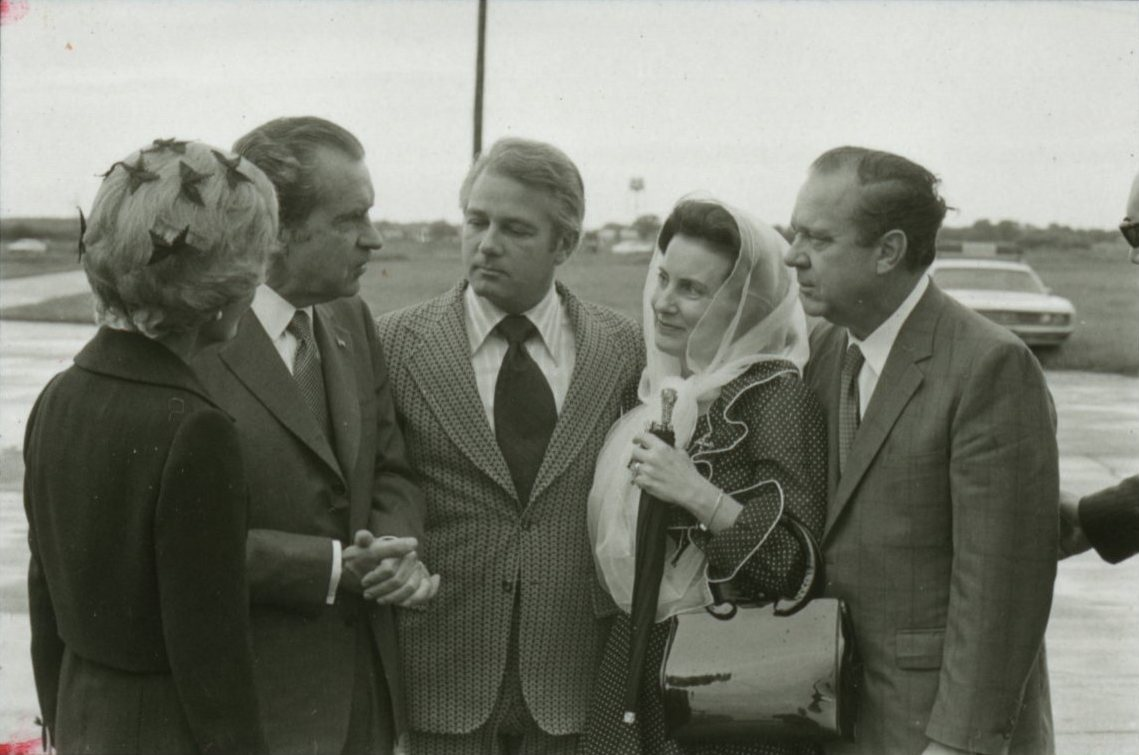
Edwin ed Elaine Edwards accolgono Richard e Pat Nixon in occasione del servizio funebre per il senatore Allen J. Allender.

Poco dopo essere entrato in carica come governatore, Edwin Edwards si trovò nella situazione di dover nominare un senatore provvisorio che occupasse fino a nuove elezioni il seggio di Allen J. Ellender, morto in carica. La scelta del governatore ricadde inaspettatamente su sua moglie Elaine, che non aveva mai rivestito cariche politiche. La donna non si candidò mai per un mandato completo e funse da semplice sostituta per tre mesi, finché venne eletto senatore J. Bennett Johnston. Edwards sostenne che la nomina di Elaine fosse un gesto simbolico e significativo che voleva contrastare decenni di discriminazioni politiche contro le donne, ma i critici contestarono l'azione definendo la signora Edwards una semplice "scaldaposto".
Riconfermato per un secondo mandato nel 1975, Edwards si affermò come uno dei personaggi politici più carismatici dell'epoca. Accanito sostenitore dei diritti civili, si distinse per le numerose nomine di donne e minoranze etniche all'interno della sua amministrazione.
Le leggi della Louisiana gli impedirono di candidarsi per un terzo mandato consecutivo nel 1979 e fu così succeduto dal vecchio sfidante Dave Treen; Edwards attese quattro anni e si ripresentò come candidato nel 1983, riuscendo a sconfiggere Treen e venendo rieletto governatore. Il giorno prima delle elezioni dichiarò ai giornalisti: "L'unico modo in cui posso perdere queste elezioni è se mi beccano a letto con una ragazza morta o con un ragazzo vivo". Dell'avversario Treen ebbe a dire in campagna elettorale "È così lento che ci impiega un'ora e mezza a guardare 60 Minutes". La campagna per la rielezione gli costò più del previsto, così per ripagare il debito di oltre quattro milioni offrì a 618 cittadini una vacanza di otto giorni in Europa insieme a lui e suo fratello, in cui avrebbero potuto cenare alla reggia di Versailles e giocare d'azzardo a Monte Carlo. Ogni partecipante pagò di tasca propria diecimila dollari, ottenendo in cambio un adesivo con su scritto "I did Paris with the Gov".

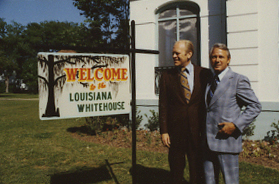
Edwin Edwards con il Presidente Gerald Ford nel 1976.

Nel corso del suo terzo mandato, il governatore Edwards subì una serie di indagini con l'accusa di frode postale, ostruzione alla giustizia e subornazione. Sebbene assolto, la sua popolarità subì una brusca battuta d'arresto. Nel 1987 avanzò nuovamente la propria candidatura, nonostante contro di lui fosse schierata una ricca pletora di sfidanti sia tra le file dei repubblicani sia tra quelle dei democratici. La campagna elettorale fu incentrata sulla figura di Edwards e tra tutti emerse il democratico Buddy Roemer, che riuscì ad aggiudicarsi la maggioranza dei voti al primo turno, forzando il governatore uscente ad affrontare un ballottaggio contro di lui. Edwards decise di non disputare il ballottaggio e si ritirò dalla corsa, determinando così la vittoria di Roemer.
Quattro anni dopo, Edwin Edwards annunciò la propria candidatura per la tornata elettorale del 1991. Il giornalista Lanny Keller sentenziò che avrebbe potuto vincere solo se il suo avversario fosse stato Adolf Hitler. La frase si rivelò ironicamente profetica: Edwards riuscì ad avanzare al ballottaggio contro il suprematista bianco esponente del Ku Klux Klan David Duke, mentre il governatore uscente Roemer si piazzò terzo. Spaventati dalla possibilità di un governatore di estrema destra, numerosi repubblicani lanciarono degli appelli invitando a votare Edwards. Al termine della campagna elettorale, Edwards sconfisse Duke con un margine schiacciante di circa quattrocentomila voti.

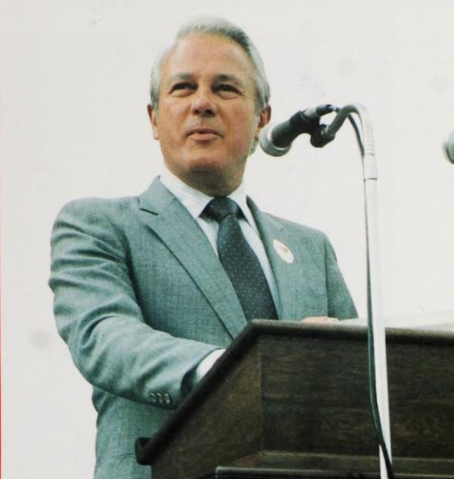
Edwin Edwards nel 1986.

Nel suo quarto e ultimo mandato, Edwards promosse misure a favore del gioco d'azzardo nella Louisiana e divenne il primo governatore del Sud ad emanare un ordine esecutivo a tutela degli omosessuali discriminati. Lasciò la carica nel 1996, poco dopo aver sposato in seconde nozze Candy Picou. Durante la loro unione, tentarono infruttuosamente di avere un figlio e a tal fine Edwards si sottopose anche ad un intervento di inversione della vasectomia che aveva subito.
Sul finire degli anni novanta, tornò ad essere coinvolto da accuse di corruzione e sottoposto a processo. Riconosciuto colpevole di diciassette dei ventisei capi d'accusa contro di lui, fu condannato a scontare dieci anni di carcere. Incarcerato nel 2002, fu detenuto dapprima a Fort Worth e poi a Oakdale. Alcuni dei suoi vecchi rivali politici, tra cui Dave Treen e J. Bennett Johnston chiesero all'allora Presidente George W. Bush di concedere la grazia a Edwin Edwards, ma la richiesta fu respinta formalmente. Fu scarcerato nel gennaio del 2011.
Durante la detenzione, Edwards divorziò da Candy e conobbe tramite corrispondenza quella che, alla sua scarcerazione, divenne la sua terza moglie, Trina Grimes. Al momento delle nozze, l'ex governatore aveva ottantatré anni e la donna trentadue. Nel 2013 divennero genitori di un bambino a cui fu dato il nome di Eli Wallace Edwards. Nello stesso anno, Edwards e Trina furono protagonisti di un reality show in onda sull'emittente A&E, The Governor's Wife.
All'età di ottantasette anni, Edwin Edwards tentò di ritornare sulla scena politica candidandosi per un seggio della Camera. Ottenne il numero di voti più alto nel primo turno, ma risultò perdente nel ballottaggio contro il repubblicano Garret Graves. Fu questa la seconda sconfitta della sua lunghissima carriera politica.
Con i suoi 5784 giorni di servizio, Edwin Edwards è stato uno dei governatori più longevi nella storia degli Stati Uniti.
È morto nel 2021 per problemi respiratori.